# Плезантвиль (фильм)
«Плезантвиль» (англ. Pleasantville) — американский кинофильм 1998 года. Фильм был номинирован на премию «Оскар» в трёх категориях, получил ряд прочих наград. Первая часть фильма сделана чёрно-белой, позднее с развитием сюжета фильм становится цветным.
Слоган: Nothing is as simple as Black and White (рус. «Не всё так просто, как черное и белое»)

## Сюжет
Дэвид Вагнер (Тоби Магуайр) живёт в 1998 году в США. Он замкнут и отвлекается от реальности за просмотром старого чёрно-белого телесериала о семье Паркеров (Джорджа, его жены Бетти и их детей, Бада и Мэри-Сью), живущих в городке 1950-х годов Плезантвиль, в котором всё является «приятным» (отсюда название «Плезантвиль», от англ. pleasant — приятный). Его сестра Дженнифер (Риз Уизерспун) ведёт гораздо менее целомудренную жизнь и однажды ссорится с братом из-за пульта дистанционного управления телевизором. Пульт ломается, и тотчас появляется подозрительный работник ремонтной службы, который переносит Дэвида и Дженнифер в телесериал о Плезантвиле. Молодые люди становятся его героями (приняв на себя личины Бада и Мэри-Сью) и вынуждены приспосабливаться к окружению. Дело в том, что Плезантвиль живёт по законам утопической киноэтики 1950-х: в нём нет бедных или асоциальных жителей, мужья ходят на работу, жёны исправно ведут домашнее хозяйство, в спальнях супруги спят на раздельных кроватях, спортсмены школьной команды по баскетболу всегда попадают в кольцо, на уроках географии изучают географию только самого города (существование окружающего мира за пределами города для жителей Плезантвиля вне понимания), в Плезантвиле всегда стоит лето с умеренным солнцем без дождей, а плезантвильская пожарная команда занимается лишь тем, что снимает кошек с деревьев (в мире Плезантвиля огонь горит только там, где должен).
Дэвид говорит Дженнифер, что им нужно следовать сюжету телесериала, чтобы не нарушать порядок жизни города. Дженнифер соглашается исключительно потому, что, в соответствии с каноном, её Мэри-Сью должна идти на свидание со школьным красавчиком Скипом Мартином (Пол Уокер). Однако на самом свидании (распространённое клише американских фильмов той эпохи в виде совместных посиделок в машине в местном парке в ясный вечер) она с удивлением обнаруживает, что максимум интима в мире Плезантвиля — это всего лишь поцелуй, а о существовании секса его жители даже не подозревают. Наплевав на советы брата, она занимается со Скипом сексом, что в итоге становится толчком к множеству дальнейших событий, благодаря которым мир Плезантвиля начинает становиться более реалистичным вплоть до того, что из чёрно-белого он постепенно становится цветным, а его жители начинают приобретать индивидуальность. Однако не все рады переменам и в городе вспыхивает народный бунт.

## В ролях
- Тоби Магуайр — Дэвид Вагнер (1998 год), Бад Паркер (1958 год)
- Риз Уизерспун — Дженнифер Вагнер (1998 год), Мэри-Сью Паркер (1958 год)
- Уильям Мэйси — Джордж Паркер
- Джоан Аллен — Бетти Паркер
- Джефф Дэниэлс — Билл Джонсон
- Дон Ноттс — работник ремонтной службы
- Пол Уокер — Скип Мартин
- Дж. Т. Уолш — Большой Боб (мэр)
- Джейн Качмарек — мама Дэвида
- Марли Шелтон — Маргарет Хендерсон

## Отзывы
Фильм получил в целом позитивную реакцию от критиков. На сайте-агрегаторе Rotten Tomatoes картина имеет рейтинг 85% на основании 96 критических отзывов.

## Премии и номинации
- 1999 — две премии «Сатурн»: лучший молодой актёр (Тоби Магуайр), лучшая актриса второго плана (Джоан Аллен)
- 1999 — три номинации на премию «Оскар»: лучшая работа художника-постановщика/декоратора (Джоннин Оппэвол и Джей Харт), лучший дизайн костюмов (Джудианна Маковски), лучшая музыка к драматическому фильму (Рэнди Ньюман)
- 1999 — три номинации на премию «Сатурн»: лучший фильм в жанре фэнтези, лучший дизайн костюмов (Джудианна Маковски), лучший сценарий (Гэри Росс)
- 1999 — номинация на премию «Хьюго» за лучшую драматическую постановку
- 1999 — премия «Молодой Голливуд» за самую прорывную женскую роль (Риз Уизерспун)

## Саундтрек
1. Across the Universe — Фиона Эппл (The Beatles)
2. Dream Girl — Robert and Johnny
3. Be-Bop-A-Lula — Джин Винсент
4. Lawdy Miss Clawdy — Ларри Уильямс
5. Sixty Minute Man — Билли Уард и the Dominoes
6. Take Five — The Dave Brubeck Quartet
7. At Last — Этта Джеймс
8. (Let Me Be Your) Teddy Bear — Элвис Пресли
9. Rave On — Бадди Холли и the Crickets
10. Please Send Me Someone to Love — Фиона Эппл
11. So What — Майлз Дэвис
12. Suite from Pleasantville — Рэнди Ньюман